# کارینه بوغوسیان
کارینه پوغوسیان (ارمنی: Կարինե Պողոսյան؛ انگلیسی: Kariné Poghosyan)  پیانیست اهل ارمنستان-ایالات متحده آمریکا است که در نیویورک زندگی می‌کند. او در سن ۱۴ سالگی در اجرای ارکسترال خود کنسرتو پیانو شماره ۱ بتهوون را نواخت و در ۲۳ سالگی اولین اجرای خود در سالن کارنگی را داشت. از آن زمان تا به حال او جوایز متعددی کسب کرده و در برخی از معتبرترین سالن‌های کنسرت جهان به اجرا پرداخته است. وی از کنسرواتوار دولتی کومیتاس ایروان و کالج دولتی موسیقی رومانوس ملیکیان فارغ‌التحصیل گشت. وی هم اکنون ساکن شهر نیویورک می‌باشد.

## زندگی‌نامه
تحصیلات موسیقی پوغوسیان از زادگاهش ایروان در مدرسه هنر شماره ۱ آغاز شد و سپس در کالج رومانوس ملیکیان و همچنین کنسرواتوار دولتی کومیتاس ادامه یافت. استادان او در ارمنستان شامل قازاریان، واچه ام‌ر-شات و سوِتلانا دادیان بودند. پس از مهاجرت به ایالات متحده در سال ۱۹۹۸، او مدرک لیسانس خود را با درجه عالی (summa cum laude) از دانشگاه ایالتی کالیفرنیا، نورتریج دریافت کرد و سپس در مدرسه موسیقی منهتن مدرک کارشناسی ارشد و دکتری موسیقی (D.M.A) خود را تحت نظر دکتر آرکادی آرونوف دریافت نمود. او دوره دکتری خود را در مدت زمان کوتاه دو سال تکمیل کرد و پایان‌نامه‌اش را دربارهٔ آرام خاچاطوریان در رابطه با پیانو نوشت. پوغوسیان در حال حاضر در نیویورک زندگی می‌کند و در دانشگاه محل تحصیل خود یعنی مدرسه موسیقی منهتن، در گروه‌های آموزشی کالج و پیش‌کالج تدریس می‌کند. برجسته‌ترین شاگرد او چارلی پوت است که او در دوره پیش‌کالج تدریس کرده است.

## حرفه موسیقی
پوغوسیان موسیقیدانی مشتاق است که به عنوان «فوق‌العاده» و «بزرگتر از زندگی» توصیف شده است و در سالن کارنگی در تالار ویل، مرکین کانسرت هال، استاینوی هال، سری «کنسرت‌های کلیسای ترینیتی»، سری برنامه «یکشنبه‌ها ساعت دو» در بورلی هیلز، کمیته وادی ارکستر فیلارمونیک لس‌آنجلس، سری «باخ لانچ رسیتال» در کالیفرنیا، جشنواره هنرمندان جوان بین‌المللی در شبه‌جزیره کالیفرنیا و جشنواره و مؤسسه بین‌المللی پیانو در نیویورک به اجرا پرداخته است.
در پاییز سال ۲۰۰۷، او یک سری کنسرت سه‌گانه با عنوان سونات پیانو قرن بیستم در سالن پیانو یاماها سازماندهی و اجرا کرد. اخیراً، او در سازماندهی کنسرت مردگان و رستاخیز به مناسبت نود و پنجمین سالگرد نسل‌کشی ارمنیان در کلیسای کاتدرال ارمنی سنت وارتان در نیویورک کمک کرد، جایی که اجرای او از سونات پیانو خاچاطوریان با تشویق ایستاده روبه‌رو شد و به‌عنوان «بهت‌آور» توصیف گردید. نشریه «تماشاگر آینه ارمنی» نوشت:
سونات سه‌حرکتی خاچاطوریان - یک قطعه نادر اجرا شده - یک اثر واقعی برای پیانیست برجسته است. از نظر فنی بی‌نقص، خانم پوغوسیان ویژگی‌های محرک حرکات بیرونی را نمایان کرد و زیبایی دل‌خراش بخش درونی را به نمایش گذاشت. پوغوسیان در موسیقی زندگی می‌کند، با تمام عمق‌های طوفانی و پرآشوب آن، استاکاتوهای خردکننده و جذابیت شهوانی، و حس بی‌پیرایه خود از سرگرمی را به نمایش می‌گذارد.
او به‌عنوان تک‌نواز با ارکسترهای متعدد از جمله سمفونی غرب جدید، ارکستر کامرای پارک اونیو، ارکستر سمفونیک موسیقا بلا، ارکستر سمفونیک سی‌اس‌یوان، و ارکستر بزرگ نیو بارگ کار کرده است. دکتر چو او را «جذب‌کننده تماشاگران» و «یک بازیگر به‌طور ذاتی» توصیف کرده است. او در کلاس‌های مستر با هنرمندان برجسته‌ای مانند آلیسیا د لاروچا، کلود فرانک، جان اوکانر و جروم رز شرکت کرده است.
پوغوسیان برنده رقابت هنرمندان کشف‌شده ارکستر نیو وست، رقابت بین‌المللی پیانو جزایر هزار، رقابت کنسرتو ارکستر سمفونیک سی‌اس‌یوان، آزمون‌های هنرمندان بین‌المللی و برنده جایزه اول در رقابت بین‌المللی پیانو لیست لس‌آنجلس، رقابت موسیقی و هنرهای پنج شهر و رقابت پیانو آرنو باباجانیان است. پوغوسیان همچنین برنده بورسیه‌هایی از آکادمی ملی هنرها و علوم ضبط، ارکستر سمفونیک گلندیل، انجمن دانشجویان ارمنی آمریکا و بنیاد یعقوب و برونی‌سلاو گمپل، و مدرسه موسیقی منهتن است.
سی‌دی تک‌نوازی او از آثار پیانو آرام خاچاطوریان و ترنسکریپت‌های باله تابستان ۲۰۱۴ تحت لیبل ناکسوز منتشر شد. آلبوم او راخمانینف و استراوینسکی در ۱۴ سپتامبر ۲۰۱۹ توسط سنچور رکوردز منتشر شد. آلبوم او تم‌های فولک در ۳ فوریه ۲۰۲۳ توسط ناونا رکوردز منتشر گردید.

## جستارهای ویژه
- فهرست آهنگسازان ارمنی